# Глобальний мінотавр
«Глобальний мінотавр: Америка, Європа та майбутнє світової економіки» — книга економіста та колишнього міністра фінансів Греції Яніса Варуфакіса, вперше видана у 2011 році видавництвом «Zed Books». Третє видання побачило світ в липні 2015 року з оновленим підзаголовком «Америка, справжні причини фінансової кризи та майбутнє світової економіки».
Книга намагається пояснити походження Глобальної фінансової кризи 2008 року за допомогою аналогії з історією персонажа грецької міфології Мінотавра. Зокрема, автор доводить, що з 1970-х років Сполучені Штати відігравали роль глобального мінотавра, споживаючи надлишок капіталу з решти світової економіки та підтримуючи глобальну економічну стабільність. Він стверджує, що кризу 2008 року можна трактувати як результат потенційно смертельної рани, завданої Мінотавру в результаті краху банківської системи.

## Огляд

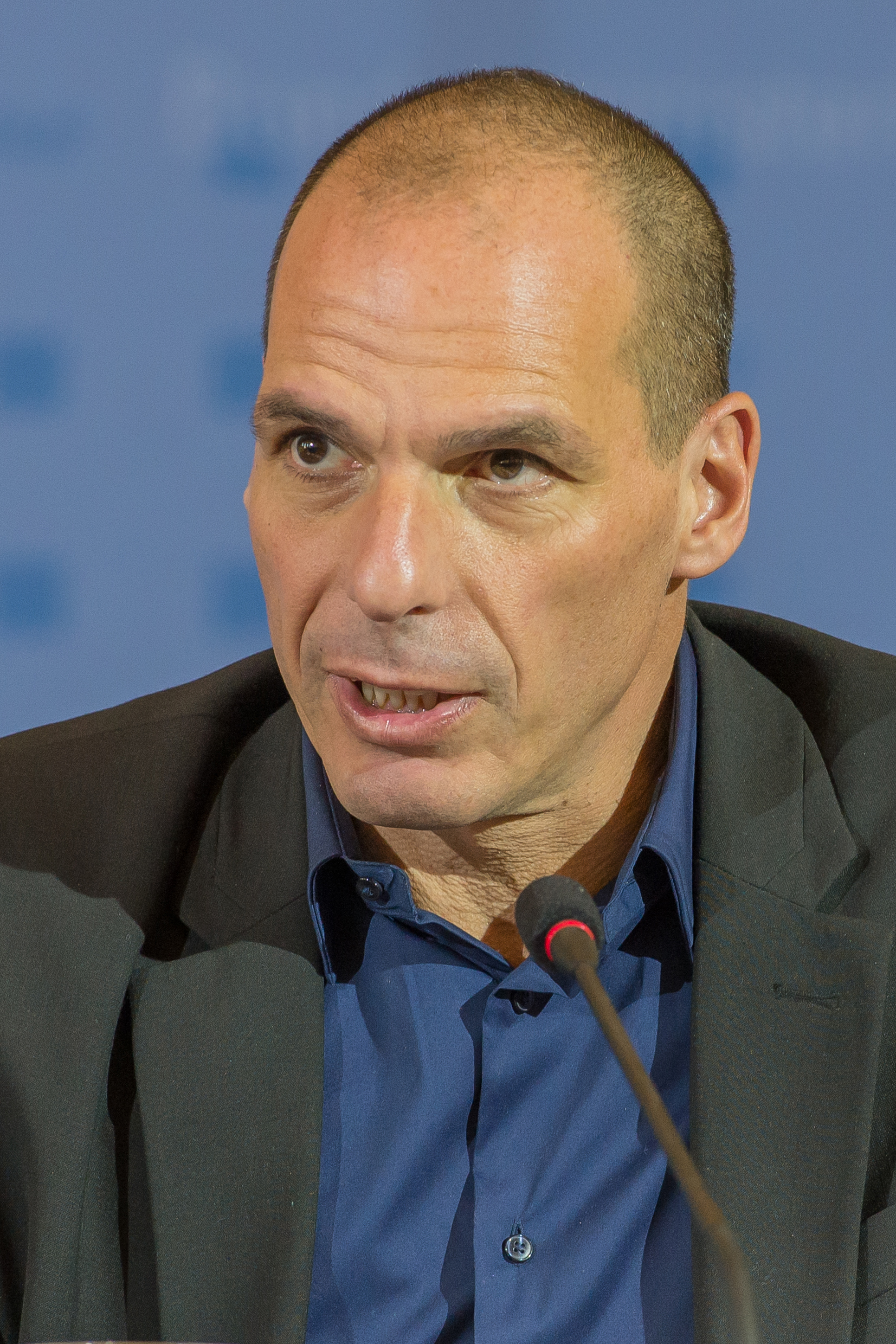
Яніс Варуфакіс у лютому 2015 року

### Велика депресія,Друга світова війнаі глобальний план
Варуфакіс починає свій аналіз із Біржового краху 1929 року та Великої депресії, що слідувала за нею. Він стверджує, що політики «Нового курсу» Франкліна Д. Рузвельта було недостатньо, щоб вивести Америку зі стану рецесії, і що США нарешті відновили свою економіку після Другої світової війни та програми масових державних витрат.
Після того, як війна почала відступати, американські економісти занепокоїлися тим, що рецесія знову настане, і для вирішення цієї проблеми в 1944 році вони організували Бреттон-Вудську конференцію, зібрання світових лідерів, яке мало визначити напрямки післявоєнної глобальної економіки. Джон Мейнард Кейнс, представник уряду Великої Британії, запропонував створити Міжнародний валютний союз зі стимулами для збалансування світової торгівлі. США відхилили ініціативу на користь того, що Варуфакіс називає «Глобальним планом».
США вийшли із Другої світової війни як найбільша світова держава з подвійним профіцитом торгівлі та бюджету, і тому замість пропозиції Кейнса обрали альтернативний план, який би зберіг її гегемонію. Глобальний план передбачав створення системи фіксованих обмінних курсів із прив'язкою долара США до золота за фіксованим курсом 35 доларів за унцію. План також передбачав відбудову німецької та японської економік, спустошених війною. Ранніми прикладами були План Маршалла в Європі, а пізніше Корейська війна за Японію. Важливо, що план також передбачав «Глобальний механізм переробки надлишків», який мав спрямовувати надлишки США в решту світової економіки, таким чином зберігаючи глобальну стабільність, уникаючи нестабільних торговельних дисбалансів.

### Глобальний мінотавр
Глобальний план розпався приблизно в 1971 році в результаті зростання витрат на війну у В'єтнамі та внутрішніх соціальних програм, які перетворили США з надлишкової країни в країну-боржника. Збільшення кількості доларів США на світовому ринку спричинило інфляційний тиск та політичну нестабільність, що в кінцевому підсумку призвело до того, що президент Ніксон у 1971 році оголосив, що долар більше не буде конвертуватися в золото, що призвело до кінця Бреттон-Вудської ери. Коли глобальний план розпався, Америка взяла на себе роль «глобального мінотавра». Тоді Америка перетворилася на країну-боржника зі значним торговим і бюджетним дефіцитом, який вона могла підтримувати завдяки спрямування потоку капіталу з країн світу, які мають фінансовий надлишок, на Уолл-стріт.
Щоб пояснити, чому капітал було інвестовано в Америку таким чином, Варуфакіс окреслює чотири «принади» інотавра, які змусили світову економіку прийняти нову роль Америки в глобальній економіці. Спочатку на це вплинув статус долара як світової резервної валюти, а також як валюти, в якій була деномінована енергія. По-друге, зростання світових витрат на енергоносії через підвищення цін ОПЕК завдало шкоди конкурентоспроможності економічних конкурентів Америки. По-третє, здешевлення робочої сили в США в 1970-х роках призвело до зростання корпоративних прибутків і зробило американські компанії привабливими для інвесторів. І четвертою перевагою послужила геополітична міць Америки, яку часто використовували на підтримку американських корпорацій. Вона сприяла новому потоку інвестицій. Ці фактори в сукупності забезпечили достатній відтік капіталу в Америку. Це допомгло США утвердитися в новому статусі країни-боржника, причому сама ця втеча діяла як своєрідний глобальний механізм переробки надлишку.

### Крах 2008 року і майбутнє світової економіки
Варуфакіс стверджує, що епоха глобального мінотавра закінчилася з настанням фінансової кризи 2008 року. Для Варуфакіса крах був викликаний тим, що Уолл-стріт скористався своїм становищем в епоху глобального мінотавра, щоб створити колосальні суми на приватних рахунках, отримані у процесі «фінансування», який пізніше зазнав невдачі, оскільки став нежиттєздатним.. Ключовим фактором є те, що крах підірвав сили глобального мінотавра, оскільки банківський сектор Америки більше не міг залучати достатній капітал, щоб збалансувати подвійний торговий і бюджетний дефіцит США.
Зважаючи на відсутність глобального механізму переробки надлишків, Варуфакіс розглядає можливі майбутні альтернативи в постскриптумі, опублікованому в другому виданні книги 2015 року. Він розглядає можливість механізму, подібного до того, що був запропонований Кейнсом у Бреттон-Вудсі, але приходить до висновку, що така заміна глобального мінотавра потребуватиме підтримки Америки як найбільш потенційного світового лідера. Однак, це залежить від того, чи американські політики розуміють значення і незворотність загибелі мінотавра.

## Критика
У огляді в Financial Times Джайлс Уілкс звинуватив Варуфакіса в «недостовірній історії» та помилці вибіркових доказів, а також вказав на основний недолік його міркувань: те, що відсутність зовнішнього попиту або механізму розподілу видатків є причиною кризи в єврозоні «може бути правдою».
Evening Standard відзначив «доблесні», але невдалі зусилля Варуфакіса відстоювати глобальні реформи на посту міністра фінансів Греції і охарактеризував книгу як «прозорий аналіз, [який] може надихнути інших».